# Sigurd Jonsson
Sigurd Jonsson (né dans la décennie 1390 – mort en décembre 1452) est un noble norvégien, chevalier apparenté à la famille royale. Il exerce de facto trois fois la régence du royaume au milieu du XVe siècle.

## Origine et famille
Sigurd Jonsson est le fils du chevalier Jon Marteinsson (1340 - mort vers 1400) et d'Agnés Sigurdsdatter (morte vers 1409). Il descend de l'ancienne famille royale par sa mère car il est le petit-fils et héritier de Sigurd Havtoresson (vers 1315 - vers 1392) ; lui-même fils de Havtore Jonsson (vers 1275 - 1320) et d'Agnes Håkonsdatter (née vers 1302-12), une fille illégitime du roi Haakon V de Norvège.
À l'époque de sa naissance, Jon Marteinsson vit en Norvège où il est membre du Conseil du Royaume (rigsrådet). Sigurd est élevé dans les domaines de sa famille au Sudreim, l'actuel Sørum, à l'est d'Oslo. Il a deux sœurs, Catherine et Ingeborg, et un frère, Magnus, qui disparait avant d'atteindre l'âge adulte. Sigurd hérite seul des domaines de son père ainsi que ceux très étendus des parents de sa mère. Comme membre de la puissance maison de Sudreim, famille noble descendant de l'ancienne famille royale norvégienne, Sigurd est considéré comme un candidat potentiel au trône. En 1435, il épouse Filippa Hansdatter (vers 1415 - 1477/78), fille du comte Hans av Neugarten (mort en 1446), comte d'Eberstein dans le Sud-Ouest de l'Allemagne et d'Ermegarde Johansdatter Bülow (morte en 1421). Son beau-père est au service du roi de l'union de Kalmar Éric de Poméranie auquel il semble être apparenté.

## Carrière
Sigurd apparaît pour la première fois comme membre du conseil du royaume norvégien (Rigsrådet) en 1434. En 1436, une révolte de paysans menée par Amund Sigurdsson Bolt, se lève contre le roi Erik et ses officiers, et assiège Oslo et  la citadelle d'Akershus. Amund Sigurdsson est issu de la noble famille Bolt originaire de Våler dans l'Østfold.
L'ensemble de la noblesse norvégienne demeure toutefois fidèle au roi Erik et Sigurd Jonsson négocie une paix avec
Amund Sigurdsson. En septembre 1439, le roi Erik nomme Sigurd Jonsson drottsete, fonction avec laquelle il va gouverner la Norvège au nom du roi Erik jusqu'en 1442 Sigurd est présent à la cour royale de Visby au Gotland lorsqu'il est fait en même temps chevalier par le roi Eric.
En 1440, le Conseil du royaume norvégien décide néanmoins de suivre l'exemple de la Suède et du Danemark, et dépose le roi Eric. Sigurd devient de facto le régent du royaume comme drottsete, pendant l'interrègne qui précède la nomination d'un nouveau souverain. La  Norvège comme le Danemark et la Suède élisent Christophe de Bavière comme nouveau roi, maintenant ainsi l'union entre les trois royaumes. Après le couronnement de Christophe à Oslo le 2 juillet 1442, Sigurd abandonne alors son titre de drottsete. Pendant le règne du nouveau roi, Sigurd demeure un membre éminent du Conseil norvégien. Il reçoit le commandement de la citadelle d'Akershus de 1440 à 1445, et il est un des chefs du partit hostile à la Ligue hanséatique en Norvège pendant tout le règne du roi. Il est à cette époque le principal propriétaire foncier en Norvège.
En janvier 1448, le roi Christophe meurt subitement. Sigurd accède de nouveau au gouvernement de la Norvège entre 1448 et 1450. Dans une correspondance de juin de la même année il apparaît avec le titre de « Gardien du royaume » (rikens forstandare). À la suite de la disparition du roi Christophe, la Suède et le Danemark élisent des rois différents, ce qui incite la Norvège à élire également son propre souverain. Sigurd Jonsson, comme descendant directe de l'ancienne dynastie nationale représentée par le roi Haakon V, est un candidat sérieux.
Il décline cependant cette possibilité et apporte son soutien au roi Christian Ier de Danemark comme nouveau roi de Norvège. Christian qui dispute à partir de juillet 1449 le pouvoir à Karl Knutsson le candidat suédois reconnu par une faction en octobre de la même année est finalement couronné roi de Norvège en 1450.
Sigurd est présent lors du couronnement de Christian à Trondheim et lors de la signature du traité d'union Dano-norvégien à Bergen en août 1450. Après l'élection du roi Christian, Sigurd reçoit le nouveau titre de « capitaine national en l'absence du roi » (rikets høvedsmann i kongens fravær), qu'il conserve probablement pour le reste de sa vie de 1450 à 1452. Il est mentionné pour la dernière fois dans une correspondance de décembre 1452, et il meurt sans doute peu après.

## Postérité
Après la mort de Sigurd Jonsson, son fils unique, Hans Sigurdsson hérite de ses vastes États, tant en Norvège qu'aux Shetland. Hans, qui est fiancé à Ingeborg Ågesdatter, meurt célibataire en 1466. Le petit-neveu de Sigurd Alv Knutsson (vers 1420–1496) hérite les domaines de Sørum dans le Romerike et de Giske en Sunnmøre. Alv Knutsson est le petit-fils de Catherine Jonsdotter, la sœur de Sigurd Jonsson. La mère d'Alv est Agnés Alvsdatter qui est la fille de Catherine et d'Alv Haraldsson.